# TT342

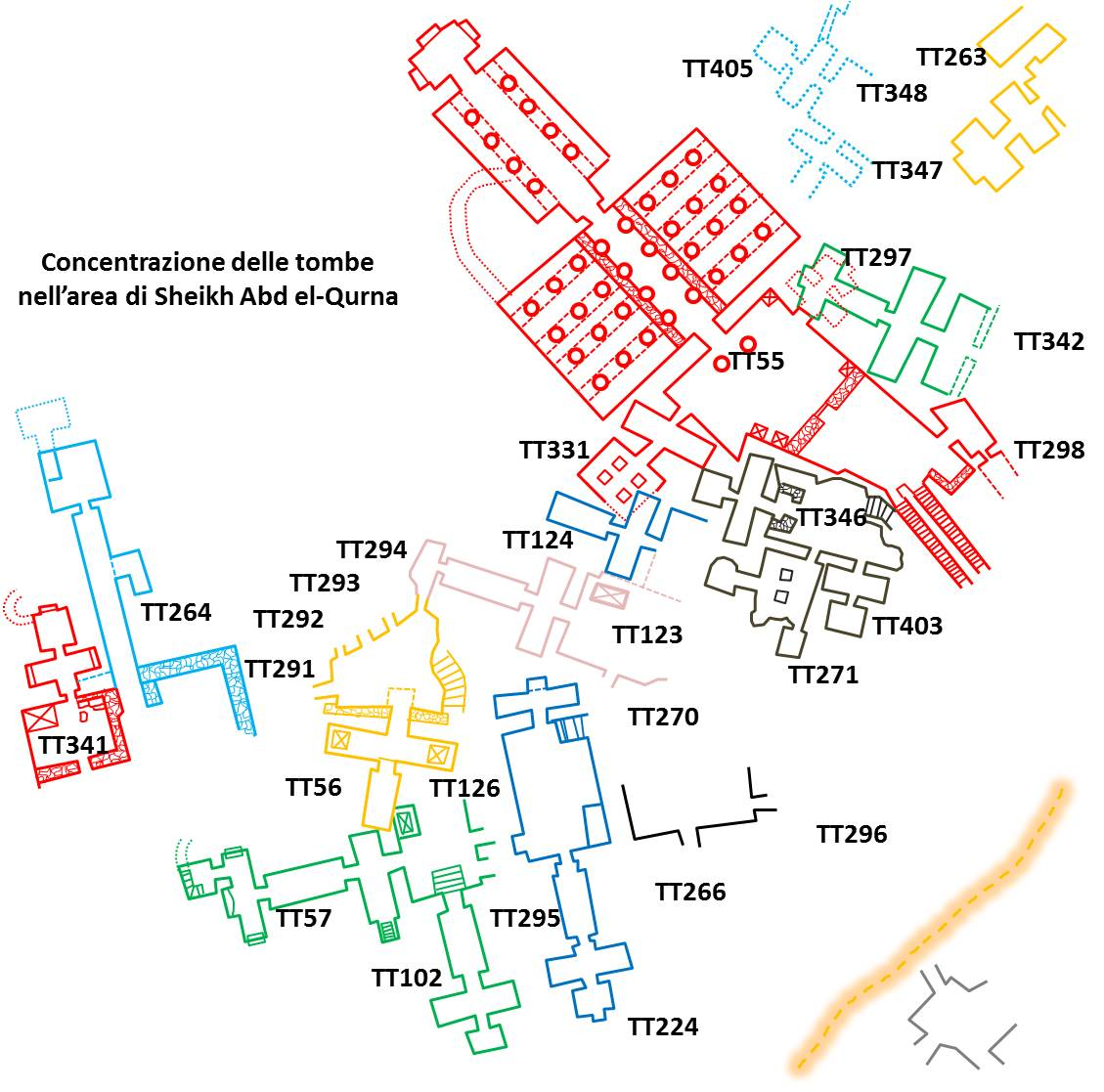
Concentrazione delle tombe nell'area di Sheikh Abd el-Qurna

TT342 (Theban Tomb 342) è la sigla che identifica una delle Tombe dei Nobili ubicate nell'area della cosiddetta Necropoli Tebana, sulla sponda occidentale del Nilo dinanzi alla città di Luxor, in Egitto. Destinata a sepolture di nobili e funzionari connessi alle case regnanti, specie del Nuovo Regno, l'area venne sfruttata, come necropoli, fin dall'Antico Regno e, successivamente, sino al periodo Saitico (con la XXVI dinastia) e Tolemaico.

## Titolare
TT342 era la tomba di:
| Titolare   | Titolo                            | Necropoli           | Dinastia/Periodo              | Note |
| ---------- | --------------------------------- | ------------------- | ----------------------------- | ---- |
| Dhjeutmosi | Principe ereditario; Araldo reale | Sheikh Abd el-Qurna | XVIII dinastia (Thutmosi III) |      |

## Biografia
Uniche notizie biografiche ricavabili sono il nome della madre, Tabenert, e quello della moglie, Tepihu.

## La tomba
TT342 si sviluppa, partendo da un cortile di accesso, secondo la planimetria a "T" rovesciata tipica delle sepolture del periodo: a una sala trasversale, segue una sala longitudinale, ortogonale alla prima che presenta, però, nella sua parte terminale una seconda sala trasversale, con andamento nord sud, inclinata rispetto all'asse longitudinale della tomba, planimetria dovuta alla vicinanza e sovrapposizione con altre sepolture dell'area. All'interno del corridoio di accesso (1 in planimetria) i titoli del defunto; sulle pareti della sala trasversale: su tre registri sovrapposti (2) soldati in marcia, barche in processione, scene di aratura, mietitura e trebbiatura con l'ausilio di buoi. Poco oltre, su uno dei lati corti, i resti (3) di una stele con il cartiglio di Thutmosi III: segue (4) scena del defunto su un carro durante la caccia al toro selvatico e agli struzzi. Su altre pareti, su tre registri (5) persone e un'orchestra di musicisti, maschi (?) e femmine con una ballerina che danza; seguono, sull'altro lato corto, i resti di un'altra stele. Poco oltre, su due registri (7) il defunto e la sua famiglia in scene di pesca e uccellagione; scene di pulizia e preparazione della cacciagione; vendemmia e pigiatura delle uve e offerte a Thermutis; seguono (8) i resti di scene di caccia all'ippopotamo. Nella sala longitudinale (9), su due registri, scene della processione funebre con il sarcofago trainato, prefiche, divinità trasportate in tabernacoli e uomini che trasportano suppellettili funerarie.

### Annotazioni
1. ↑  La numerazione dei locali e delle pareti segue quella di Porter e Moss 1927, p. 400.
2. ↑  La prima numerazione delle tombe, dalla numero 1 alla 252, risale al 1913 con l'edizione del "Topographical Catalogue of the Private Tombs of Thebes" di Alan Gardiner e Arthur Weigall. Le tombe erano numerate in ordine di scoperta e non geografico; ugualmente in ordine cronologico di scoperta sono le tombe dalla 253 in poi.
3. ↑  I campi della Duat, ovvero l'aldilà egizio, si trovavano, secondo le credenze, proprio sulla riva occidentale del grande fiume.
4. ↑  Nella sua epoca di utilizzo, l'area era nota come "Quella di fronte al suo Signore" (con riferimento alla riva orientale, dove si trovavano le strutture dei Palazzi di residenza dei re e i templi dei principali dei) o, più semplicemente, "Occidente di Tebe".
5. ↑  le Tombe dei Nobili, benché raggruppate in un'unica area, sono di fatto distribuite su più necropoli distinte.
6. ↑  Le note, sovente di inquadramento topografico della tomba, sono tratte, fino alla TT252, dal "Topographical Catalogue" di Gardiner e Weigall, ed. 1913 e fanno perciò riferimento alla situazione dell'epoca.

### Fonti
1. ↑  Gardiner e Weigall 1913.
2. ↑  Donadoni 1999,  p. 115.
3. ↑  Porter e Moss 1927, p. 409.
4. ↑  Porter e Moss 1927,  p. 409.
5. ↑  Porter e Moss 1927,  pp. 409-410.